# Deborah Miranda
Deborah Miranda es una escritora y poeta estadounidense perteneciente a una comunida de nativos americanos. Nació en octubre de 1961 en Los Ángeles, California, Estados Unidos. Su padre, Alfred Edward Robles Mirada provenía de una comunidad Esselen y Chumash, nativos de Santa Bárbara, área de California. Su madre Madgel Eleanor (Yeoman) Miranda era francesa.

## Biografía
Miranda nació en el Hospital de UCLA en octubre de 1961 y se crio en los alrededores de Los Ángeles, California. Cuando tenía tres años, sus padres se divorciaron y su papá fue encarcelado en San Quentin por 8 años. Cuando Miranda tenía 5 años, su mamá se mudó a Washington. Luego de la liberación del padre de Miranda, la pareja volvió a unirse por 5 años aunque más tarde se separaron. Ambos padres siguieron trabajando para restablecer los lazos tribales y reunir a miembros de la tribu. La madre de Miranda falleció en noviembre de 2001 y su padre falleció en el 2009.
La escritora y su pareja, Margo Solod, viene en Lexington, Virginia, donde Miranda participa de la Asociación de Profesores de la Universidad de Washington y Lee. La pareja tiene tres hijos adultos y un nieto.

## Educación
Deborah A. Miranda se graduó en la enseñanza en necesidades especiales de la Universidad de Wheelock en 1983. Mucho después, obtuvo el doctorado de Inglés a los 40 años en la universidad de Washington en 2001. Enseñó en la Universidad Luterana del Pacífico durante tres años. Miranda es actualmente profesor asociado de Inglés en la universidad de Washington y Lee, donde imparte clases de escritura creativa(poesía), literatura de los nativos americanos, literatura de mujeres, la poesía como la literatura y la composición.

## Obras
La autora posee en su haber varias obras publicadas, como pueden ser: El Zen de la Llorona, Deer, un librito. También ha publicado varias Antologías: Tinta rija: Amor y Erotismo, Universidad de Arizona: Programa de Estudios Indios de América; Un brillo feroz: veinticinco años de poesía femeninaMargarita Donnelly, Beverly McFarland, Micki Reaman (Editores);A través del ojo de los ciervos; Mujeres: imágenes y realidades.Una Antología Multiculturalen 1999.Respiración durable:Conmemoración al Poeta americano John E. Smelcer; La suciedad es roja aquí: Arte y poesía Contemporánea de la California Nativa en 2002.
Deborah Miranda también ha colaborado con diferentes revistas y libros de Crítica con los siguientes artículos: ¿Qué está mal con un poco de fantasía? Cuentacuentos de la Torre de Marfil en el volumen 27 la revista American Indian Quartrly.

## Premios
Deborah Miranda fue galardonada con el Premio Lenfest Sabático de la Universidad Washington y Lee en el año 2011 y 2012. Junto a Qwo-Li Driskil; Daniel Heath y Lisa Tatonetti Deborah Miranda coeditó Soberana Erótica: una antología de dos espíritus de la literatura, en el año 2011. En el año 2005 su libro El Zen de la Llorona fue nominado para el Premio Literario Lambda. En el año 2001, Miranda recibió el Premio Connie Learch por el Rendimiento Académico Sobresaliente.